# Meryta malietoa
Meryta malietoa är en araliaväxtart som beskrevs av P.A.Cox. Meryta malietoa ingår i släktet Meryta och familjen Araliaceae. Inga underarter finns listade.